# شركة نبتون أويل
 كانت شركة نبتون أويل مستقلة الأسترالية النفطية شركة مقرها في ملبورن ، فيكتوريا . تأسست الشركة في عام 1909 كشركة مملوكة للقطاع الخاص.
الشركة تم الاستيلاء عليها من قبل شركة شل للبترول الشركة في عام 1975.